# Black Sabbath
Black Sabbath bio je engleski heavy metal sastav osnovan 1968. godine u Birminghamu. Smatra ih se pionirima heavy metala. Prodali su više od 70 milijuna nosača zvuka diljem svijeta. Primljeni su u Rock and Roll Hall of Fame 2006. godine. Ostavili su neizbrisiv trag na svjetskoj glazbenoj sceni i značajno utjecali na razvoj rock glazbe.

## Životopis
Kao jedan od prvih sastava koji su istinski definirali heavy metal, Black Sabbath se s pravom smatraju kumovima tog glazbenog pravca. Sa svojim mračnim kompozicijama koje su zvučale kao da izviru iz samog pakla, Sabbath je uspio dignuti na noge kritičare i roditelje dok je u isto vrijeme nadahnuo cijelu generaciju glazbenika sa svojim teškim rock gitarama i primjesom bluesa. Članovi Black Sabbatha odrasli su u istoj četvrti radničkog grada Astona kod Birminghama u Engleskoj, no njihovi odnosi u djetinjstvu su bili sve samo ne prijateljski. Mladog Johna Osbournea, poznatijeg pod imenom Ozzy Osbourne, često je terorizirao lokalni nasilnik Tony Iommi, dok je Terrence "Geezer" Butler bio društveni otpadnik s iznimnim interesom za crnu magiju i kultove.
Odrastajući, razvili su zajedničku ljubav prema glazbi. U početku su svirali u rivalskim sastavima no nakon njihovog brzog raspada uskoro su počeli, zajedno s bubnjarem Bill Wardom, svirati zajedno. 1967.godine osnovali su Polka Tulk s Osbourneom kao glavnim vokalom, Iommiem na gitari, Butlerom na basu, Wardom na bubnjevima, Jimmy Phillipsom na ritam gitari i saksofonistom Ackerom. Phillips i Acker su ubrzo izbačeni iz sastava, a preostali kvartet se preimenovao u Earth Blues Company, skrativši nedugo potom ime u Earth. Svirajući žešći blues rock po nekolicini lokalnih klubova uspjeli su pridobiti malu skupinu obožavatelja. Dvije godine kasnije,1969., Iommi napušta Earth kako bi svirao s Jethro Tullom, no samo nekoliko mjeseci kasnije vraća se u svoj stari sastav s potpuno novom zamisli. Zaintrigiran popularnošću horor filmova, točnije fenomenom da ljudi plaćaju kako bi bili prestrašeni, Iommi je odlučio pokušati stvoriti zastrašujuću muziku. Gonjeni Butlerovim interesom za crnu magiju, sastav je napisao nekoliko mračnih pjesama, među kojima su bile Wicked World i Black Sabbath, a odmah potom su se preimenovali u Black Sabbath prema filmu talijanskog redatelja Maria Bave I tre volti della paura (hrv. Tri lica straha) iz 1963. godine koji se u engleskoj verziji zvao upravo "Black Sabbath". Čudnim preokretom sudbine, događaj koji je skoro upropastio obećavajuću karijeru sastava znatno je pridonio njegovom jedinstvenom zvuku.
Prije snimanja svog prvog albuma naslovljenog Black Sabbath 1970. godine, Iommi je ostao bez vrhova prstiju desne šake nakon nezgode u tvornici u kojoj je radio. Shvativši da je prebolno svirati tako gitaru, Iommi je napravio malene plastične kalupe i pričvrstio ih na osakaćene prste. Uz to je morao i naštimati gitaru na niže tonove kako bi žice bile labavije i zbog toga lakše za trzati. Rezultat svega je bio dubok, težak zvuk koji je zajedno s njegovim bluzerskim riffovima savršeno opisivao atmosferu koju su stvarale riječi pjesama. Većinu tih riječi napisao je Butler usredotočivši se prvenstveno na teme poput prirode zla, sotone, čarobnjaštva i rata, iako Sabbathi nikad nisu bili sotonisti. Black Sabbath je izdan 1970. godine i debitirao je na britanskim ljestvicama na ironičnom 13. mjestu. Samo godinu dana kasnije izdan je njegov sljedbenik pod nazivom Paranoid. Neobična kombinacija Osbourneovog zavijajućeg vokala, Iommieve gitare, Butlerovog teškog basa i Wardovog psihotičnog bubnjanja odvela je album do velikog komercijalnog uspjeha zahvaljujući pogotovo klasičnim heavy metal hitovima poput War Pigs i Iron Man, no njihovi stihovi navukli su gnjev raznih konzervativnih organizacija kao i većine roditelja. Njihov raskalašen način života, koji je prvenstveno uključivao uživanje u alkoholu i drogama, samo je pomogao u stvaranju negativne slike sastava koji je polagano postajao najgora noćna mora milijuna roditelja diljem svijeta. Kasnije te godine izdali su album Master of Reality, još jedan uspješan proizvod s kojeg se isticala himna posvećena marihuani pod nazivom Sweet Leaf, kao i hitovi Into The Void i Children Of The Grave. Posrtanje pred svakojakim porocima imalo je utjecaja na njihovu glazbu. Vol. 4 koji je izdan 1972. godine, bio je najslabiji album dotad s nekoliko uspješnih skladbi, ali i dosta potpunih promašaja. U pjesmama više nisu veličali prednosti kanabisa već su prešli na opisivanje kokainskog ludila (Snowblind) koje je polako preuzimalo sve članove Sabbatha. Suočeni s rastućim tenzijama unutar sastava da i problemima s menadžerima, Osbourne, Iommi, Butler i Ward vratili su se 1973. na ljestvice s vrlo dobrim petim albumom, Sabbath Bloody Sabbath koji je bio njihovo zadnje uspješno djelo. Sabotage (1975.) je samo poslužio kao najava propadanja Sabbathove inovativnosti, dok je Technical Ecstasy (1976.) bio neuspješan izlet u vode elektronike i sintesajzera. Međusobne napetosti obilježile su stvaranje njihovog osmog albuma kad su privatni problemi postali važniji od pisanja pjesama. Godinu dana nakon Technical Ecstasy Ozzy napušta sastav i na njegovo mjesto dolazi bivši pjevač Savoy Browna, Dave Walker, no samo na kratko. Ozzy se vraća 1978. kako bi snimio Never Say Die!, ali naredne godine zauvijek napušta Sabbath kako bi započeo uspješnu solo karijeru. Budućnost Black Sabbatha nije bila tako svijetla. Unajmivši bivšeg glavnog vokala Rainbowa, Ronnie James Dio, sastav je napravio obećavajući povratak s Heaven And Hell albumom (1980.), no nakon što se Dio oprostio sa sastavom dvije godine kasnije njegovo mjesto su preuzimali brojni pjevači poput Ian Gillana (Deep Purple), Glen Hughesa i Tony Martina. S izlaskom albuma Seventh Star (1986.), Butler i Bill Ward su napustili Black Sabbath dok je Iommi, kao jedini preostali član originalne postave, nastavio izdavati albume sve do sredine 90-tih. Osbourne, Iommi i Butler našli su se 1997. ponovno zajedno na pozornici na Ozzyjevoj Ozzfest turneji s bubnjarom Faith No Morea, Mike Brodinom koji je popunio Wardovo mjesto. U prosincu 1997., Ward se vratio za bubnjeve na koncertu održanom u njihovom rodnom gradu Birminghamu, što je bilo prvo okupljanje originalne postave u zadnjih 20 godina. Godinu dana kasnije izašao je Reunion, live album snimljen prilikom tog koncerta nakon čega je stara četvorka odradila turneju po cijelome svijetu. Na toj su turneji imali pričuvnog bubnjara, Vinnya Appicea, koji je trebao uskočiti ako se Wardu nešto dogodi. On se, naime, tijekom godina toliko uništio alkoholom, da je imao čak 2 infarkta, pa je postojala ozbiljna opasnost da se to opet ponovi. Na sreću, ništa mu se nije dogodilo. MTV ih je proglasio najvećom heavy metal grupom u povijesti. VH1 ih je uvrstio na drugo mjesto samo iza Led Zeppelina na listi 100 najvećih umjetnika hard rocka. Smatra se jednom od najutjecajnijih metal grupa svih vremena te jednom od najpopularnijih sastava sedamdesetih godina 20. stoljeća. Rolling Stone ih je uvrstio na 85. mjesto liste 100 najvećih umjetnika svih vremena, a VH1 na 32. mjesto.
Posljednji koncert (naslovljen Back to the Beginning) skupina je održala 5. srpnja 2025. u Villa Parku u Birminghamu.

## Diskografija

### Albumi
| Godina izlaska                | Naziv                  | Izdavač           |
| 1970.                         | Black Sabbath          | Warner Bros.      |
| 1970.                         | Paranoid               | Warner Bros.      |
| 1971.                         | Master of Reality      | Warner Bros.      |
| 1972.                         | Vol. 4                 | Warner Bros.      |
| 1973.                         | Sabbath Bloody Sabbath | Warner Bros.      |
| 1975.                         | Sabotage               | Warner Bros.      |
| 1976.                         | Technical Ecstasy      | Warner Bros.      |
| 1978.                         | Never Say Die!         | Warner Bros.      |
| 1980.                         | Heaven and Hell        | Warner Bros.      |
| 1981.                         | Mob Rules              | Warner Bros.      |
| 1982.                         | Live Evil              | Warner Bros.      |
| 1983.                         | Born Again             | Warner Bros.      |
| 1986.                         | Seventh Star           | Warner Bros.      |
| 1987.                         | The Eternal Idol       | Warner Bros.      |
| 1989.                         | Headless Cross         | I.R.S.            |
| 1990.                         | Tyr                    | I.R.S.            |
| 1992.                         | Dehumanizer            | Warner Bros.      |
| 1994.                         | Cross Purposes         | I.R.S.            |
| 1995.                         | Cross Purposes Live    | I.R.S.            |
| 1995.                         | Forbidden              | EMI               |
| 1998.                         | Reunion                | Epic Records      |
| 2002. (snimano 1970. – 1975.) | Past Lives             | Sanctuary Records |
| 2013.                         | 13                     | Vertigo Records   |

### Kompilacije
- 1975. - We Sold Our Soul for Rock 'n' Roll
- 1996. - Under Wheels of Confusion
- 1996. - The Sabbath Stones
- 2002. - Symptom of the Universe: The Original Black Sabbath 1970-1978
- 2004. - Black Box: The Complete Original Black Sabbath (1970-1978)
- 2006. - Greatest Hits 1970-1978
- 2007. - The Dio Years

## Vanjske poveznice

### Sestrinski projekti
|  | Zajednički poslužitelj ima još gradiva o temi Black Sabbath |

### Mrežna mjesta
- (engl.) Black Sabbath – službene mrežne stranice
- (engl.) Black Sabbath na stranicama Rock and Roll Hall of Fame
- (engl.) Tony Iommi – službene mrežne stranice